# Niccolò II Malatesta

Stemma Malatesta

Niccolò II Malatesta Cocco (... – Firenze, 1464) è stato un condottiero italiano.

## Biografia
Niccolo II Malatesta, detto "Cocco", fu signore di Ghiaggiòlo, Bonalda, Valdiponto e Petrella.
Seguì fedelmente Carlo di Rimini nelle sue guerre e quindi Sigismondo Pandolfo.
Nel 1456 aderì alla lega che contro il signore di Rimini, alleanza stretta da Malatesta Novello ed il conte di Urbino.
Nel 1462 si schierò contro Sigismondo Pandolfo sotto i Manfredi e prese parte all'occupazione delle Caminate, di Montevecchio, Civitella, Curercole e Valdoppio (queste ultime erano state tolte al signore di Rimini).
Devastò tutto il territorio di Cesena. Fu sconfitto a Meldola ma espugnò Verrucchio, Montefiore, Sant'Arcangelo, Scorticata e molti altri castelli.
Tramite i veneziani fece pace con Sigismondo, ma per volere del pontefice devette andare al confine, in Firenze, ove morì nel 1464.

## Discendenza
Niccolò sposò Orsina d'Este, figlia naturale di Niccolò III d'Este ed ebbero un figlio, Pandolfo, morto forse nel 1471.